# Chutes du Félou
Chutes du Félou är ett vattenfall i Mali.   Det ligger i regionen Kayes, i den västra delen av landet, 400 km nordväst om huvudstaden Bamako. Chutes du Félou ligger 34 meter över havet.